# سيريل أدولا
سيريل أدولا (بالفرنسية: Cyrille Adoula) (13 سبتمبر 1921 – 24 مايو 1978) هو سياسي كونغولي. شغل منصب رئيس الوزراء في جمهورية الكونغو، من 2 أغسطس 1961 حتى 30 يونيو 1964.

## روابط خارجية
- سيريل أدولا على موقع الموسوعة البريطانية (الإنجليزية)
- سيريل أدولا على موقع مونزينجر (الألمانية)